# Alcide Nuñez
Alcide Patrick Nuñez (ook bekend als Yellow Nuñez en Al Nuñez (St. Bernard Parish (Louisiana), 17 maart 1884 - New Orleans, 2 september 1934) was een Amerikaanse jazz-klarinettist. Hij was klarinettist in de band, die later als de Original Dixieland Jass Band beroemd zou worden.
Als kind verhuisde Nuñez naar New Orleans. Aanvankelijk speelde hij gitaar, maar hij stapte in 1902 over op klarinet en werd in New Orleans een van de top-klarinettisten. Hij speelde in de band van Papa Jack Laine (de Reliance Brass Band) en met trombonist Tom Brown. Tevens had hij zijn eigen groepen. Hij werd lid van Stein's Dixie Jass Band, waarmee hij in 1916 naar Chicago ging. Onder leiding van kornettist Nick LaRocca zou deze groep als de Original Dixieland Jass Band platen gaan maken en beroemd worden. Nuñez maakte deze successen echter niet mee: hij werd in oktober 1916 door LaRocca ontslagen, waarschijnlijk vanwege zijn stevige alcoholconsumptie. In 1917 troffen Nuñez en LaRocca elkaar in de rechtbank vanwege de copyright-rechten van een grote hit van de Original Dixieland Jass Band, 'Livery Stable Blues'. Geen van beiden kreeg uiteindelijk het recht.
Nuñez speelde vervolgens in vaudeville-bands en in de groep van Bert Kelly. In 1918 ging hij weer naar New Orleans en sloot zich daar aan bij de band van drummer Anton Lada, Louisiana Five (met Charlie Panelli (trombone), Joe Cawley (piano) en Karl Berger (banjo). De groep ging naar New York, waar zij zeer populair werd en vanaf eind 1918 vele plaatopnames maakte voor onder meer Columbia Records en Okeh. Deze platen waren succesvol, maar verkochten niet zo goed als die van de Original Dixieland Jass Band. Na het uiteenvallen van Louisiana Five maakte Nuñez begin jaren twintig opnames met Harry Yerkes. In 1922 keerde hij terug naar Chicago, waar hij het huisorkest leidde van een nachtclub, Kelly's Stable, tot hij daar werd vervangen door Johnny Dodds. Hij speelde met een eigen kwartet in Texas en Oklahoma en keerde in 1927 terug naar New Orleans, waar hij bij enkele groepen speelde. Hij ging bij de politie werken en speelde in de New Orleans Police Band.

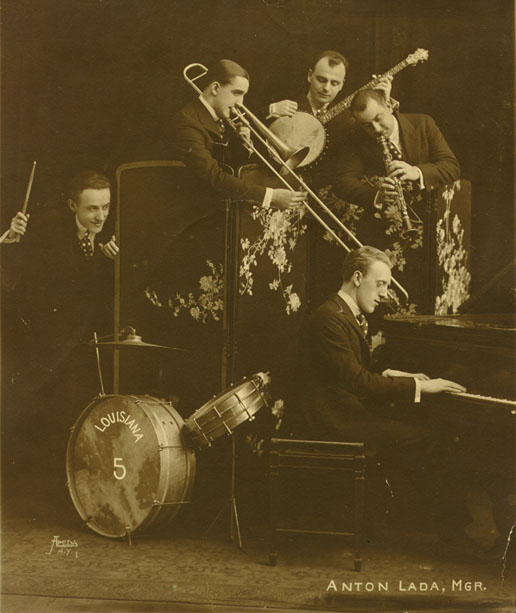
Louisiana Five met Alcide Nuñez (klarinet), uiterst rechts

- Biblioteca Nacional de España: XX1056587
- Gemeinsame Normdatei: 1117729265
- International Standard Name Identifier: 0000 0000 5923 8671
- Library of Congress Control Number: no95034318
- MusicBrainz: 7675d314-6d11-4af9-b4a8-62ccbf583e66
- Virtual International Authority File: 29117175
- WorldCat: E39PBJrckjQCdGM6trq7HRdPcP